# Comtat de Castrillo

Escut de Castrillo de Don Juan (Palència), localitat que dona nom al títol.

El Comtat de Castrillo és un títol nobiliari espanyol de caràcter hereditari que va ser creat pel rei Felip III d'Espanya el 23 de gener de 1610 amb la denominació de Comtat de Castrillo de Don Juan per a Bernardino González de Avellaneda y Delgadillo, senyor de Castrillo de Don Juan, general de l'Armada d'Índies i Virrei de Navarra.
El rei Carles II d'Espanya li va concedir la Grandesa d'Espanya el 3 d'octubre de 1690.
La seva denominació fa referència a la localitat de Castrillo de Don Juan, en l'actual província de Palència (Castella i Lleó). El 18 de març de 1960 es va expedir carta de successió a favor de Gonzalo Crespí de Valldaura y Bosch-Labrús, actual titular.

## Història
El Comtat de Castrillo té com a antecedent l'adquisició de diverses propietats al monestir de San Pelayo a El Cerrato, començant a formar-se el que seria el senyoriu de Castrillo de Don Juan (llavors denominat Castrillo de Luis Díez) per part de Juan Fernández Delgadillo, donzell en la cort de Joan II de Castella, que apareix citat l'any 1430.
El va succeir en el senyoriu el seu fill Lope Hurtado Delgadillo, que es va casar amb Isabel de Obregón, de qui va tenir Juan Delgadillo de Avellaneda (m. 1590), III senyor del lloc, que va canviar la seva denominació de Castrillo de Luis Díez per l'actual en el seu propi honor. S'havia casat amb una dona de nom Inés, i no va tenir successió, per la qual cosa va heretar el senyoriu Bernardino González de Avellaneda y Delgadillo, presumiblement el seu nebot carnal, qui veuria elevat el senyoriu familiar en comtat sota el títol de Comtat de Castrillo de Don Juan.
Amb el pas del temps el nom del títol va quedar reduït a Comtat de Castrillo, i amb aquest nom ja apareix en el Cadastre d'Ensenada en 1752.

## Comtes de Castrillo
|                       | Titular                                                | Període               |
| Creació per Felip III | Creació per Felip III                                  | Creació per Felip III |
| --------------------- | ------------------------------------------------------ | --------------------- |
| I                     | Bernardino González de Avellaneda y Delgadillo         | 1610-1629             |
| II                    | Juan de Avellaneda Delgadillo Vela y Leiva             |                       |
| III                   | María de Avellaneda Delgadillo y Enríquez Portocarrero |                       |
| IV                    | Juana de Avellaneda y Haro                             |                       |
| V                     | Manuel de Mauleón Haro y Avellaneda                    |                       |
| VI                    | María Ludovica Brondo                                  |                       |
| VII                   | José Crespí de Valldaura y Brondo                      |                       |
| VIII                  | Cristóbal Crespi de Valldaura y Brondo                 |                       |
| IX                    | José Crespí de Valldaura y Hurtado de Mendoza          |                       |
| X                     | Cristóbal Crespí de Valldauar y Hurtado de Mendoza     |                       |
| XI                    | Joaquín Crespi de Valldaura y de Lesquina              |                       |
| XII                   | Esteban Crespí de Valldaura y Carvajal                 |                       |
| XIII                  | Joaquín Crespi de Valldaura y Carvajal                 |                       |
| XIV                   | Agustín Crespi de Valldaura y Caro                     |                       |
| XV                    | Esteban Crespí de Valldaura y Fortuny                  | 1922-                 |
| XVI                   | Agustín Crespi de Valldaura y Cavero                   |                       |
| XVII                  | Esteban Crespi de Valldaura y Cavero                   |                       |
| XVIII                 | Gonzalo Crespi de Valldaura y Bosch-Labrús             | 1960-actual titular   |

## Història dels comtes de Castrillo
- Bernardino González de Avellaneda y Delgadillo (1544-1629), I comte de Castrillo, general de l'Armada d'Índies, virrei de Navarra.[2]

1. Va casar-se amb María Vela-Acuña. El va succeir:

- Juan de Avellaneda Delgadillo Vela y Leiva, II comte de Castrillo.

1. Casat amb Inés Portocarrero, filla de Pedro López Portocarrero y Cervatón, I marquès d'Alcalá de la Almeda i de la seva tercera dona, Francisca Enríquez de Guzmán. El va succeir la seva filla:

- María de Avellaneda Delgadillo y Enríquez Portocarrero, III comtessa de Castrillo, senyora de Valverde, d'Alcoba, d'Alcubilla i de Sotomayor.

1. Va casar amb García de Haro y Haro, fill dels marquesos del Carpio. El va succeir la seva filla:

- Juana de Avellaneda y Haro, IV comtessa de Castrillo.

1. Casada amb el seu cosí germà Juan Manuel de Navarra Mauleón Añués Goñi y Avellaneda, VII marquès de Cortes, IX vescomte de Muruzábal de Andión, fill de Miguel de Navarra Mauleón, VI marquès de Cortes, VIII vescomte de Muruzábal de Andión, i de Juana de Avellaneda, de la casa dels comtes de Castrillo. La va succeir el seu fill:

- Manuel de Mauleón Haro y Avellaneda, V comte de Castrillo.

1. Casat en 1689 amb Juana Rosalía Fernández de la Cueva y de la Cueva, filla de Melchor Fernández de la Cueva y Enríquez de Cabrera, IX duc d'Alburquerque, IX comte de Ledesma i de Huelma, VII marquès de Cuéllar, i d'Ana Rosalía Fernández de la Cueva Díez de Aux y Armendáriz, III marquesa de Cadreita, V comtessa de la Torre i senyora de Guillena. Sense descendents. La va succeir:

- María Ludovica Brondo VI comtessa de Castrillo, IV marquesa de Villasidro, IV comtessa de Serramagna, va rebre els drets sobre Castrillo i Las Palmas a través de la seva sang materna Avellaneda.

1. Va casar en 1676 amb José Salvador Crespí de Valldaura II comte de Sumacàrcer. La va succeir el seu fill:

- José Crespí de Valldaura y Bondo, VII comte de Castrillo, V marquès de Villasidro, V comte de Serramagna, III comte de Sumacàrcer, V marquès de Las Palmas. Sense descendents. El va succeir el seu germà:

- Cristóbal Crespi de Valldaura i Brondo, VIII comte de Castrillo, VI marquès de Villasidro, VI marquès de Las Palmas, VI comte de Serramagna, IV comte de Sumacàrcer, X baró de Callosa.

1. Va casar-se amb Josefa Hurtado de Mendoza y Trelles X comtessa d'Orgaz. El va succeir el seu fill:

- José Crespí de Valdaura y Hurdato de Mendoza, IX comte de Castrillo, VII marquès de Villasidro, VII marquès de Las Palmas, VII comte de Serramagna, XI comte d'Orgaz, V comte de Sumacàrcer. Sense descendents. El va succeir el seu germà:

- Cristóbal Crespí de Valldaura y Hurtado de Mendoza, X comte de Castrillo, VIII marquès de Villasidro, VIII comte de Serramagna, XII comte d'Orgaz, VI comte de Sumacàrcer, comte de Peñarrola, comte de Santa Olalla, XI baró de Callosa.

1. Casat amb María de la Porteria Lesquina y La Gasca, marquesa de la Vega de Boecillo.

- Joaquín Crespi de Valldaura y Lesquina (1768-1814), XI comte de Castrillo, IX comte de Serramagna, IX marquès de Villasidro, VIII marquès de Las Palmas, marquès de Musey, marquès de la Vega de Boecillo, XIII comte d'Orgaz i VII de Sumacàrcer, marquès de Musey, marquès de la Vega de Boecillo, vescomte de Toyara, XII baró de Callosa.

1. Va casar amb Francisca de Carvajal i Gonzaga, filla de Manuel Bernardino de Carvajal y Zúñiga, VI duc d'Abrantes, i de María Micaela Gonzaga Caracciolo. El va succeir el seu fill:

- Esteban Crespí de Valldaura y Carvajal, XII comte de Castrillo, VIII comte de Sumacàrcer. El va succeir el seu germà:

- Joaquín Crespí de Valldaura y Carvajal (1745-1814), XIII comte de Castrillo, X comte de Serramagna, XIV comte d'Orgaz, IX de Sumacàrcer, IX de Las Palmas, de Musey, marquès de Vega de Boecillo, vescomte de Toyara, vescomte de la Laguna i XIII baró de Callosa.

1. Casat amb Margarita Car i Sales, filla de Pedro Caro y Sureda, III marquès de la Romana. El va succeir el seu fill:

- Agustín Crespí de Valldaura y Caro (1833-1893), XIV comte de Castrillo, XV comte d'Orgaz, X comte de Sumacàrcer, XI comte de Serramagna, X marquès de Las Palmas.

1. Casat amb Margarida de Fortuny i Veri. El va succeir el seu fill:

- Esteban Crespí de Valldaura y Fortuny (1866-1921), XV comte de Castrillo, XVI comte d'Orgaz, XI comte de Sumacàrcer.

1. Casat amb María del Pilar Cavero y Alcibar-Jaúregui, comtessa de Sobradiel, baronessa de Castellví de Rosanes, dama de la reina Victòria Eugènia de Battenberg.

Van ser fills seus:
1. Agustín Crespí de Valldaura y Cavero (n. en 1897), XVI comte de Castrillo, XVII comte d'Orgaz, XII comte de Sumacàrcer, (sense descendents). El va succeir el seu germà Esteban
2. Esteban Crespí de Valldaura y Cavero (n. en 1899), X marquès de Villasidro, XVII comte de Castrillo, XVIII comte d'Orgaz, XIII comte de Sumacàrcer (aquests tres últims com a hereu del seu germà Agustín), baró de Castelví.
3. Joaquín Crespí de Valldaura y Cavero (n. en 1901), XI marquès de Las Palmas, baró de Letosa.
4. María del Patrocinio Crespí de Valldaura y Cavero (n. en 1923), I baronessa de la Joyosa-Guarda (per rehabilitació en 1922), X comtessa de Sobradiel que va casar amb Manuel Cavero y Goicoenrrotea V duc de Bailén, IV marquès de Portugalete. Sense descendents.
5. Mariano Crespí de Valldaura y Cavero (n- en 1922), XIII comte de Serramagna, XV baró de Callosa, (sense descendents).

- Agustín Crespi de Valldaura y Cavero (1897-1954), XVI comte de Castrillo, XVII comte d'Orgaz, XII comte de Sumacàrcer, gentilhome Gran d'Espanya amb exercici i servitud d'Alfons XIII d'Espanya. Sense descendents. El va succeir el seu germà:

- Esteban Crespí de Valldaura y Cavero (1899-1959), XVII comte de Castrillo (per cessió del seu pare en 1956), XVIII comte d'Orgaz i XIII de Sumacàrcer (en 1957, per defunció del seu germà Agustín), X marquès de Villasidro (per rehabilitació al seu favor en 1923), baró de Castellví.

1. Va casar amb María Josefa Bosch-Labrús y López-Guijarro. El va succeir el seu fill:

- Gonzalo Crespí de Valldaura y Bosch-Labrús (n. 1936), XVIII comte de Castrillo (actual titular), XIX comte d'Orgaz, XIV comte de Sumacàrcer i XIV comte de Serramagna, XI marquès de Villasidro i marquès de Vega de Boecillo, XVI baró de Callosa, i II baró de la Joyosa-Guarda.

1. Casat amb María Eugenia Cardenal i de Caralt.